# Estación Cotita
Cotita era una estación ferroviaria ubicada en el paraje del mismo nombre, Departamento Guatraché, Provincia de La Pampa, Argentina.

## Historia
Hacia fines del siglo XIX, a uno de sus campos de la zona se le asignó el nombre de “La Cotita”. Culminando la segunda década del siglo XX, sobre esas tierras había avanzado el cultivo de trigo y un ferrocarril pionero en la región las transitaba desde hacía más de veinte años, aportando la logística de transporte para llevar el cereal cosechado hacia el puerto de Bahía Blanca. Con esa función, se había conformado un desvío ferroviario hacia el límite noreste del campo La Cotita. Con el correr del tiempo la magnitud que habían alcanzado sus instalaciones, se le otorgó la categoría de estación con el nombre de “Cotita” en 1919, obteniendo su habilitación pública oficial en 1920 para prestar servicio de cargas, pasajeros y telégrafo en el ramal ferroviario Bahía Blanca al Noroeste. El edificio de la estación fue construido con chapas de zinc y madera, teniendo como unidades anexas una pequeña casa con paredes de ladrillo, para el jefe de la misma, y dos galpones para el almacenamiento de granos.
Además, en menor escala, la leña fue otro producto que se supo despachar por ferrocarril desde Cotita. 
Cuando al final de la década comenzada en 1960 dejan de tener vigencia leyes que frenaban desalojos, y sostenían el valor de los arrendamientos a niveles relativamente bajos, la mayoría de los colonos que aun persistían en la Colonia Agrícola Cotita abandonarán sus chacras. Por esa misma época, el progreso deviene en la pavimentación de la Ruta Nacional 35, que se extendía a escasos metros de la estación Cotita en un recorrido paralelo a las vías férreas, posicionando al transporte carretero como un fuerte competidor. Bajo dicha coyuntura, luego de haber alcanzado medio siglo de actividad, la estación Cotita sufrirá su clausura al transcurrir la década comenzada en 1970, adelantándose al destino de vaciamiento y cierre que le esperaba a la sección ferroviaria Bahía Blanca-Toay con la privatización peronista de los años 1990.
Tras la clausura se produjo el éxodo total de los habitantes de la planta urbana de Cotita. Como prueba de ello,  la escuela N.º 73 quedó condenada a su cierre. Dicho establecimiento educativo de la localidad, que llegó a tener una matrícula anual máxima de 60 educandos, debió cerrar sus puertas en 1972, al no haber niños inscriptos para dicho año escolar, siendo su última directora María Inés Beck. 
Actualmente, solo es observable un andén derruido y dos torres que sostenían las señales de tráfico de trenes.

## Servicios
Es una estación del ramal perteneciente al Ferrocarril General Roca, desde la Estación Nueva Roma hasta la Estación Toay.
No presta servicios de pasajeros, ni de cargas. Sus vías están concesionadas a la empresa de cargas Ferroexpreso Pampeano.